# (73342) Guyunusa
(73342) Guyunusa est un astéroïde de la ceinture principale.

## Description
(73342) Guyunusa est un astéroïde de la ceinture principale. Il fut découvert par Gonzalo Tancredi le 4 mai 2002 à l’observatoire astronomique Los Molinos. Il présente une orbite caractérisée par un demi-grand axe de 2,7206 UA, une excentricité de 0,2331 et une inclinaison de 25,2662° par rapport à l'écliptique.

## Étymologie
Il est nommé en hommage à Guyunusa, une des 4 « derniers Charrúas », indiens natifs de l’Uruguay, vendus par l’état d’Uruguay à un entrepreneur français pour être exhibés en France en 1833. Guyunusa avait 27 ans quand elle mourut à Lyon en France, un an seulement après son arrivée. Guyunusa eut une fille née en France, avec le chef indien Vaimaca, un des autres captifs. Tacuabé, un des 4 autres Indiens, prit soin du bébé et s’échappa avec Guyunusa vers un lieu inconnu.

## Compléments